# Livre VII des Fables de La Fontaine
 (janvier 2013).
Si vous disposez d'ouvrages ou d'articles de référence ou si vous connaissez des sites web de qualité traitant du thème abordé ici, merci de compléter l'article en donnant les références utiles à sa vérifiabilité et en les liant à la section « Notes et références ».
Le Livre VII des Fables de La Fontaine est le premier livre du deuxième recueil des Fables rimées de Jean de La Fontaine, écrit en 1678 (publié en 1679). Cette série de dix-sept fables met en scène des animaux ou des hommes. Ce livre contient des fables relativement populaires, comme La Laitière et le Pot au lait ou Les Animaux malades de la peste.

## Liste des fables
1. À Madame de Montespan (prologue)
2. Les Animaux malades de la peste
3. Le Mal Marié
4. Le Rat qui s'est retiré du monde
5. Le Héron/La Fille
6. Les Souhaits
7. La Cour du Lion
8. Les Vautours et les Pigeons
9. Le Coche et la Mouche
10. La Laitière et le Pot au lait
11. Le Curé et le Mort

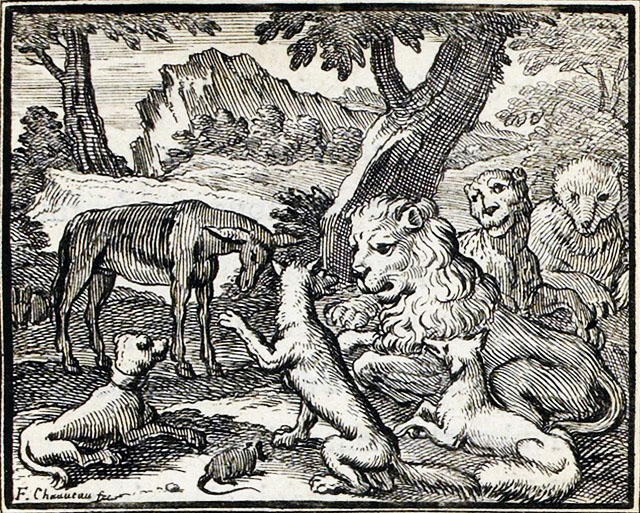
Les Animaux malades de la peste, gravure de François Chauveau dans un recueil de 1688.

12. L'Homme qui court après la fortune et l'Homme qui l'attend dans son lit
13. Les Deux Coqs
14. L'Ingratitude et l'Injustice des Hommes envers la Fortune
15. Les Devineresses
16. Le Chat, la Belette et le Petit Lapin
17. La Tête et la Queue du serpent
18. Un Animal dans la Lune

## Sources
- Nathalie Robuchon, « Aspects de l'énonciation dans le livre VII des Fables de La Fontaine », Université de Limoges,‎ 1993